# Ocellularia carneodisca
Ocellularia carneodisca är en lavart som beskrevs av Mason Ellsworth Hale 1975. 
Ocellularia carneodisca ingår i släktet Ocellularia och familjen Thelotremataceae. Inga underarter finns listade i Catalogue of Life.